# Юрі Тілеманс
Юрі Тілеманс (нід. Youri Tielemans, нар. 7 травня 1997, Сінт-Пітерс-Леув) — бельгійський футболіст, півзахисник клубу «Астон Вілла» і збірної Бельгії. Один з найталановитіших молодих бельгійських футболістів. Наймолодший бельгієць, що виходив на поле в іграх Ліги чемпіонів, — у віці 16 років і 148 днів.
Дворазовий чемпіон Бельгії. Володар Суперкубка Бельгії.

## Клубна кар'єра
Народився 7 травня 1997 року в місті Сінт-Пітерс-Леув. Вихованець футбольної школи клубу «Андерлехт». Дорослу футбольну кар'єру розпочав 2013 року в основній команді того ж клубу, за яку провів чотири сезони. Попри юний вік відразу почав отримувати достатньо ігрового часу і регулярно відзначатися забитими голами. В сезонах 2013/14 і 2016/17 допомагав «Андерлехту» перемагати у національному чемпіонаті Бельгії. В останню з цих перемог молодий півзахисник зробив особливо значний особистий внесок, продемонструвавши неабиякі бомбардирські якості — забив 13 голів у 37 матчах першості, більше того сезону вдалося лише «чистому» форварду команди поляку Лукашу Теодорчику (22).
У червні 2017 року Юрі Тілеманс став гравцем «Монако», який сплатив за молодого таланта 25 мільйонів євро і уклав з ним п'ятирічний контракт.
На початку 2019 року Тілеманс перейшов на правах оренди в англійський «Лестер Сіті». 8 липня 2019 року Тілеманс повноцінно став гравцем «Лестер Сіті», угода була підписана на 4 роки на 32 мільйони фунтів. 31 серпня Юрі забив гол у виграшному матчі проти «Борнмута» (3:1) після суперечливого епізоду з Каллумом Вілсоном. Згодом, гол було зараховано після перевірки відеопомічником арбітра. Пізніше голова судейської бригади Майк Райлі вказав, що рішення була неправильним, а Юрі мав отримати за фол червону картку. 15 травня Тілеманс забив єдиний гол проти «Челсі» у фіналі Кубка Англії 2021. Удар з дальної відстані на 63-ій хвилині допомог «лисам» уперше в історії клубу виграти цей трофей. Тілеманса було визнано кращим гравцем цього фіналу.

## Виступи за збірні
2012 року дебютував у складі юнацької збірної Бельгії, взяв участь у 14 іграх на юнацькому рівні, відзначившись 10 забитими голами.
З 2013 року залучався до складу молодіжної збірної Бельгії. На молодіжному рівні зіграв у 14 офіційних матчах, забив 6 голів.
9 листопада 2016 року 19-річний гравець дебютував у складі національної збірної Бельгії, вийшовши на заміну наприкінці товариської гри з Нідерландами.
2018 року поїхав на свій перший великий турнір збірних — тогорічний чемпіонат світу в Росії, на якому дебютував у другому турі групового етапу, вийшовши на заміну наприкінці зустрічі з Тунісом. Згодом відіграв усі 90 хвилин заключного матчу групи проти Англії, на момент якого обидві команди-учасниці успішно вирішили завдання виходу до плей-оф і на який тренери обох команд виставили резервні склади.
| Дата       | Місто           | Господарі            | Результат | Гості        | Турнір                                    | Голи | Примітки |
| ---------- | --------------- | -------------------- | --------- | ------------ | ----------------------------------------- | ---- | -------- |
| 9-11-2016  | Амстердам       | Нідерланди           | 1 – 1     | Бельгія      | товариський матч                          | -    | 82'      |
| 13-11-2016 | Брюссель        | Бельгія              | 8 – 1     | Естонія      | Відбір до ЧС 2018                         | -    | 79'      |
| 28-3-2017  | Сочі            | Нідерланди           | 1 – 1     | Бельгія      | товариський матч                          | -    | 66'      |
| 5-6-2017   | Брюссель        | Бельгія              | 2 – 1     | Чехія        | товариський матч                          | -    | 45'      |
| 31-8-2017  | Брюссель        | Бельгія              | 9 – 0     | Гібралтар    | Відбір до ЧС 2018                         | -    | 84'      |
| 7-10-2017  | Сараєво         | Боснія і Герцеговина | 3 – 4     | Бельгія      | Відбір до ЧС 2018                         | -    | 46'      |
| 10-10-2017 | Брюссель        | Бельгія              | 4 – 0     | Кіпр         | Відбір до ЧС 2018                         | -    |          |
| 10-11-2017 | Брюссель        | Бельгія              | 3 – 3     | Мексика      | товариський матч                          | -    | 46'      |
| 11-6-2018  | Брюссель        | Бельгія              | 4 – 1     | Коста-Рика   | товариський матч                          | -    | 71'      |
| 23-6-2018  | Москва          | Бельгія              | 5 – 2     | Туніс        | ЧС 2018 - груповий етап                   | -    | 86'      |
| 28-6-2018  | Калінінград     | Англія               | 0 – 1     | Бельгія      | ЧС 2018 - груповий етап                   | -    | 19'      |
| 6-7-2018   | Казань          | Бразилія             | 1 – 2     | Бельгія      | ЧС 2018 - чвертьфінал                     | -    | 87'      |
| 14-7-2018  | Санкт-Петербург | Бельгія              | 2 – 0     | Англія       | ЧС 2018 - 3-тє місце                      | -    | 78'      |
| 7-9-2018   | Глазго          | Шотландія            | 0 – 4     | Бельгія      | товариський матч                          | -    |          |
| 11-9-2018  | Рейк'явік       | Ісландія             | 0 – 3     | Бельгія      | Ліга націй УЄФА 2018—2019 - груповий етап | -    | 80'      |
| 12-10-2018 | Брюссель        | Бельгія              | 2 – 1     | Швейцарія    | Ліга націй УЄФА 2018—2019 - груповий етап | -    |          |
| 16-10-2018 | Брюссель        | Бельгія              | 1 – 1     | Нідерланди   | товариський матч                          | -    | 83'      |
| 15-11-2018 | Брюссель        | Бельгія              | 2 – 0     | Ісландія     | Ліга націй УЄФА 2018—2019 - груповий етап | -    |          |
| 18-11-2018 | Люцерн          | Швейцарія            | 5 – 2     | Бельгія      | Ліга націй УЄФА 2018—2019 - груповий етап | -    |          |
| 21-3-2019  | Брюссель        | Бельгія              | 3 – 1     | Росія        | Відбір до ЧЄ 2020                         | 1    |          |
| 24-3-2019  | Нікосія         | Кіпр                 | 0 – 2     | Бельгія      | Відбір до ЧЄ 2020                         | -    |          |
| 8-6-2019   | Брюссель        | Бельгія              | 3 – 0     | Казахстан    | Відбір до ЧЄ 2020                         | -    | 68'      |
| 11-6-2019  | Брюссель        | Бельгія              | 3 – 0     | Шотландія    | Відбір до ЧЄ 2020                         | -    | 78'      |
| 6-9-2019   | Серравалле      | Сан-Марино           | 0 – 4     | Бельгія      | Відбір до ЧЄ 2020                         | -    |          |
| 9-9-2019   | Глазго          | Шотландія            | 0 – 4     | Бельгія      | Відбір до ЧЄ 2020                         | -    | 86'      |
| 10-10-2019 | Брюссель        | Бельгія              | 9 – 0     | Сан-Марино   | Відбір до ЧЄ 2020                         | 1    |          |
| 16-11-2019 | Санкт-Петербург | Росія                | 1 – 4     | Бельгія      | Відбір до ЧЄ 2020                         | -    | 52'      |
| 19-11-2019 | Брюссель        | Бельгія              | 6 – 1     | Кіпр         | Відбір до ЧЄ 2020                         | -    |          |
| 5-9-2020   | Копенгаген      | Данія                | 0 – 2     | Бельгія      | Ліга націй УЄФА 2020—2021 - груповий етап | -    | 20' 88'  |
| 11-10-2020 | Лондон          | Англія               | 2 – 1     | Бельгія      | Ліга націй УЄФА 2020—2021 - груповий етап | -    |          |
| 14-10-2020 | Рейк'явік       | Ісландія             | 1 – 2     | Бельгія      | Ліга націй УЄФА 2020—2021 - груповий етап | -    |          |
| 11-11-2020 | Левен           | Бельгія              | 2 – 1     | Швейцарія    | товариський матч                          | -    | 86'      |
| 15-11-2020 | Левен           | Бельгія              | 2 – 0     | Англія       | Ліга націй УЄФА 2020—2021 - груповий етап | 1    |          |
| 18-11-2020 | Левен           | Бельгія              | 4 – 2     | Данія        | Ліга націй УЄФА 2020—2021 - груповий етап | 1    |          |
| 24-3-2021  | Левен           | Бельгія              | 3 – 1     | Уельс        | Відбір до ЧС 2022                         | -    |          |
| 27-3-2021  | Прага           | Чехія                | 1 – 1     | Бельгія      | Відбір до ЧС 2022                         | -    |          |
| 30-3-2021  | Левен           | Бельгія              | 8 – 0     | Білорусь     | Відбір до ЧС 2022                         | -    | 71'      |
| 3-6-2021   | Брюссель        | Бельгія              | 1 – 1     | Греція       | товариський матч                          | -    | 82'      |
| 6-6-2021   | Брюссель        | Бельгія              | 1 – 0     | Хорватія     | товариський матч                          | -    |          |
| 12-6-2021  | Санкт-Петербург | Бельгія              | 3 – 0     | Росія        | ЧЄ 2020 - груповий етап                   | -    |          |
| 17-6-2021  | Копенгаген      | Данія                | 1 – 2     | Бельгія      | ЧЄ 2020 - груповий етап                   | -    |          |
| 27-6-2021  | Севілья         | Бельгія              | 1 – 0     | Португалія   | ЧЄ 2020 - 1/8 фіналу                      | -    |          |
| 2-7-2021   | Мюнхен          | Бельгія              | 1 – 2     | Італія       | ЧЄ 2020 - чвертьфінал                     | -    | 21' 69'  |
| 5-9-2021   | Брюссель        | Бельгія              | 3 – 0     | Чехія        | Відбір до ЧС 2022                         | -    | 81'      |
| 8-9-2021   | Казань          | Білорусь             | 0 – 1     | Бельгія      | Відбір до ЧС 2022                         | -    |          |
| 7-10-2021  | Турин           | Бельгія              | 2 – 3     | Франція      | Ліга націй УЄФА 2020—2021 - півфінал      | -    | 70'      |
| 10-10-2021 | Турин           | Італія               | 2 – 1     | Бельгія      | Ліга націй УЄФА 2020—2021 - 3-тє місце    | -    | 59'      |
| 26-3-2022  | Дублін          | Ірландія             | 2 – 2     | Бельгія      | товариський матч                          | -    | кап.     |
| 29-3-2022  | Брюссель        | Бельгія              | 3 – 0     | Буркіна-Фасо | товариський матч                          | -    | кап.     |
| 8-6-2022   | Брюссель        | Бельгія              | 6 – 1     | Польща       | Ліга націй УЄФА 2022—2023 - груповий етап | -    |          |
| 11-6-2022  | Кардіфф         | Уельс                | 1 – 1     | Бельгія      | Ліга націй УЄФА 2022—2023 - груповий етап | 1    |          |
| 14-6-2022  | Варшава         | Польща               | 0 – 1     | Бельгія      | Ліга націй УЄФА 2022—2023 - груповий етап | -    |          |
| 22-9-2022  | Брюссель        | Бельгія              | 2 – 1     | Уельс        | Ліга націй УЄФА 2022—2023 - груповий етап | -    | 76'      |
| 25-9-2022  | Амстердам       | Нідерланди           | 1 – 0     | Бельгія      | Ліга націй УЄФА 2022—2023 - груповий етап | -    | 74'      |
| 18-11-2022 | Ель-Кувейт      | Бельгія              | 1 – 2     | Єгипет       | товариський матч                          | -    | 46'      |
| 23-11-2022 | Ер-Раян         | Бельгія              | 1 – 0     | Канада       | ЧС 2022 - груповий етап                   | -    | 46'      |
| 27-11-2022 | Доха            | Бельгія              | 0 – 2     | Марокко      | ЧС 2022 - груповий етап                   | -    | 60'      |
| 1-12-2022  | Ер-Раян         | Хорватія             | 0 – 0     | Бельгія      | ЧС 2022 - груповий етап                   | -    | 72'      |
| Усього     |                 | Матчів               | 58        |              | Голів                                     | 5    |          |

## Титули і досягнення
- Чемпіон Бельгії (2):

«Андерлехт»:  2013-14, 2016-17
- Володар Суперкубка Бельгії (2):

«Андерлехт»:  2013, 2014
- Володар Кубка Англії (1):

«Лестер Сіті»: 2020-21
- Володар Суперкубка Англії (1):

«Лестер Сіті»: 2021
- Бронзовий призер чемпіонату світу: 2018